# تازه‌کند، سالیان
تازه‌کند، سالیان (به ترکی آذربایجانی: Təzəkənd, Salyan) یک منطقهٔ مسکونی در جمهوری آذربایجان است که در شهرستان سالیان واقع شده‌است.

## خصوصیات
تازه‌کند ۲٬۹۶۵ نفر جمعیت دارد.